# Allgemeines Venn

Allgemeines Venn est une lande marécageuse et tourbeuse située sur le plateau des Hautes Fagnes dans le massif de l'Eifel et faisant  partie de la commune d'Eupen en province de Liège (Belgique).

## Situation
Cette fagne occupe la partie centrale des Hautes Fagnes nord-orientales et se situe principalement sur la rive droite et le versant oriental du Getzbach, un  ruisseau fagnard affluent de la Vesdre. Allgemeines Venn est entourée par trois autres fagnes : à l'ouest : Kutenhard, au sud : Brackvenn et au nord-est : Steinley avec laquelle elle forme un espace ouvert commun. L'ancienne voie des Pèlerins (Pilgerweg) sert de limite entre ces deux fagnes. Le long de cette voie, se dressent deux croix distantes de moins de 200 m : la croix Arnold (datant de 1767, détruite puis restaurée) et la croix Bilfinger (datant de 1943).
La route nationale 67 Eupen-Montjoie passe à environ 1 500 m au sud de cette fagne.

## Étymologie
Allgemeines Venn signifie en français : Fagne commune car les villageois (principalement ceux de Mützenich en Allemagne) y bénéficiaient collectivement de droits d'usances.

## Description
La fagne d'Allgemeines Venn est reprise comme site de grand intérêt biologique pour une superficie de 209,47 ha. On peut lui adjoindre la fagne de Konnerzvenn d'une superficie de 59,22 ha qui prolonge Allgemeines Venn par le sud-est. 
De nombreux lithalses (cuvettes de tourbières inondées) occupent cette fagne, entourés de myrtilles et de callunes.

## Activités et tourisme
Cette fagne est classée en zone D. La circulation y est donc strictement interdite .

## Liens et sources
- http://biodiversite.wallonie.be/fr/2978-allgemeines-venn.html?IDD=251661316&highlighttext=2978+&IDC=1881
- « Allgemeines Venn. Portraits des Hautes Fagnes », sur amisdelafagne.be via Wikiwix (consulté le 14 décembre 2023)
- "Guide du Plateau des Hautes Fagnes" de R. Collard et V. Bronowski - Édition "Les Amis de la Fagne" 1977